# Eupetochira
Eupetochira is een geslacht van vlinders van de familie sikkelmotten (Oecophoridae), uit de onderfamilie Xyloryctinae.

## Soorten
- E. axysta Meyrick, 1927
- E. xystopala (Meyrick, 1908)